# Superman & Lois
Superman & Lois és una sèrie de televisió de superherois nord-americana desenvolupada per a The CW per Todd Helbing i Greg Berlanti, basada en els personatges de DC Comics Superman i Lois Lane, creada per Jerry Siegel i Joe Shuster. Tyler Hoechlin i Elizabeth Tulloch són els protagonistes de Clark Kent / Superman, un superheroi disfressat, i Lois Lane, periodista del Daily Planet. La sèrie està situada a Arrowverse, compartint continuïtat amb les altres sèries de televisió de la franquícia.
La sèrie es va anunciar a l'octubre de 2019 i es va encarregar a les sèries al gener de 2020. El rodatge es va iniciar a l'octubre de 2020 i es va acabar al juny de 2021. Superman & Lois es va estrenar el 23 de febrer de 2021 i es va renovar per una segona temporada al març.